# Processo contro ignoti
Processo contro ignoti è un film del 1952, diretto da Guido Brignone.

## Trama
Genova. A due coniugi benestanti viene rapita la figlia piccola. I rapitori chiedono un riscatto di ben venti milioni: il padre effettua il pagamento ma la bambina non viene liberata. Partono le ricerche ed in breve tempo si scopre che la bimba è morta per soffocamento. L'indignazione dell'opinione pubblica fa iniziare le indagini, ma ci vogliono molti mesi prima di giungere all'arresto del presunto colpevole, un meccanico di un'officina che non sa giustificare il suo arricchimento improvviso.
Dopo un serrato interrogatorio costui ammette di aver condotto il veicolo col quale la bambina era stata portata nel covo dei rapitori, pur ignorando totalmente lo scopo della missione. Per paura non ha denunciato il capo della banda, il quale prima di fuggire gli ha dato una parte del riscatto. Viene rinviato a giudizio e, durante il processo che segue, la moglie del meccanico, cassiera nel bar dove ha operato il capo della banda, ha il figlio gravemente malato e per procurarsi i soldi acconsente a diventare l'amante del principale. La donna però si accorge di amare ancora il marito e decide quindi di collaborare col suo avvocato difensore. Il capo banda viene ucciso appena rimette piede a Genova; il proprietario del bar viene accusato dell'omicidio e condannato all'ergastolo. Il meccanico viene condannato a una lieve pena; una volta uscito, dopo alcuni mesi, dimenticherà il tradimento della moglie per amore del figlio.

## Produzione
Il film è una commistione tra il filone dei melodrammi sentimentali, comunemente detto strappalacrime (allora molto in voga tra il pubblico italiano, in seguito ridenominato dalla critica con il termine neorealismo d'appendice) e quello poliziesco.
Iscritto al Pubblico registro cinematografico con il n. 1.150, venne presentato alla Commissione di Revisione Cinematografica, ottenne il visto di censura n. 12.878 del 2 ottobre 1952, con una lunghezza della pellicola di 2.950 metri.

## Distribuzione
Il film venne distribuito nel circuito cinematografico italiano nell'ottobre 1952.
Venne in seguito distribuito anche negli Stati Uniti, con il titolo Genoese dragnet, a partire dall'11 febbraio 1954, ed in Francia con il titolo C'est la faute au grisbi, il 1º giugno 1955.

## Altri tecnici
- Aiuto regista: Alfredo Angeli
- Operatore: Franco La Torre
- Organizzatore della produzione: Fortunato Misiano
- Direttore di produzione: Giuseppe Fatigati
- Ispettori di produzione: Gino Millozza e Pasquale Misiano
- Fonico: Mario Amari e Mario Bartolomei